# Nécessaire de voyage de Marie-Antoinette
Le nécessaire de voyage de Marie-Antoinette est un meuble de voyage contenant 150 objets utilitaires commandé par la reine Marie-Antoinette.

## Description

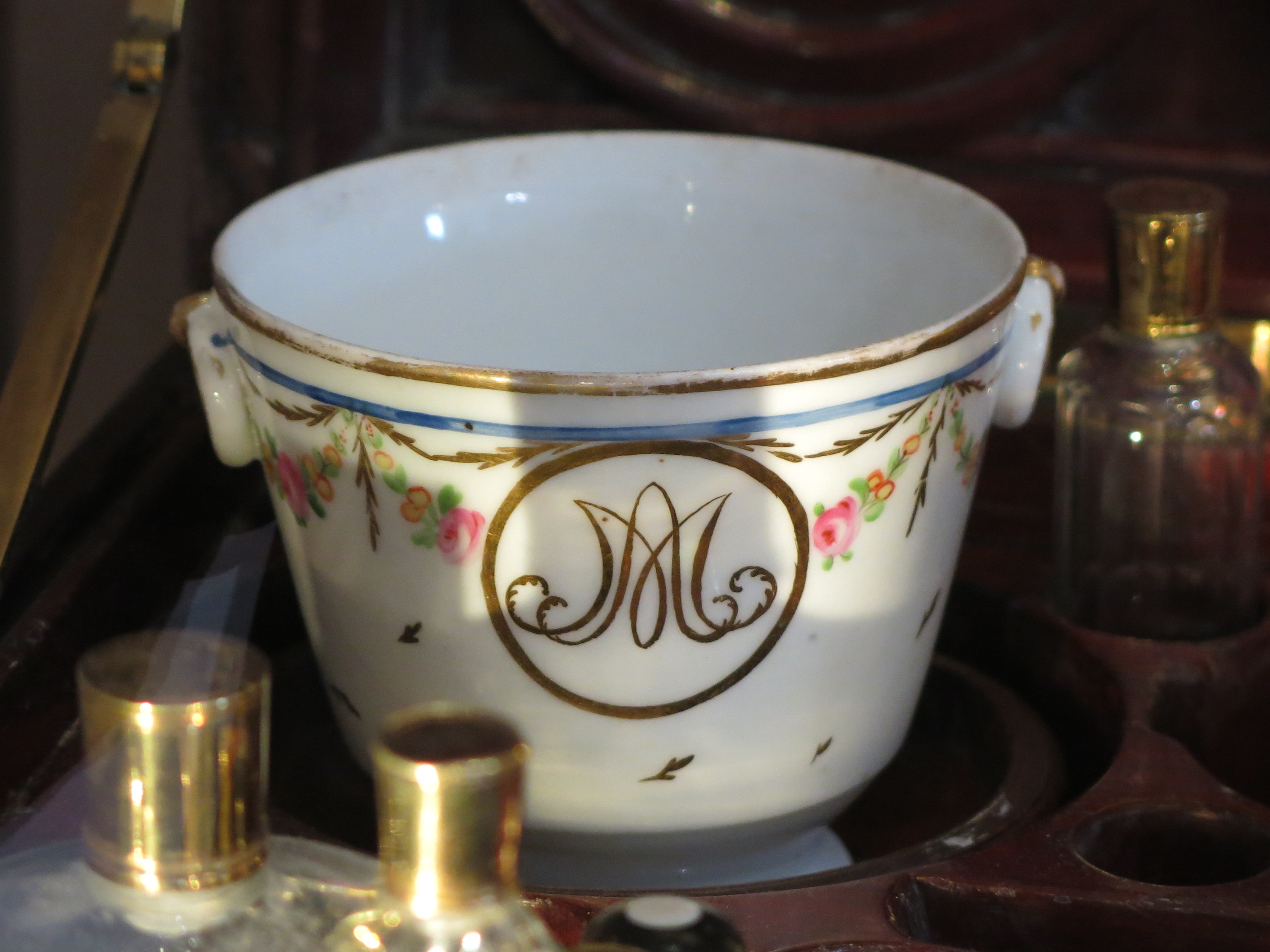
Une tasse

C'est un nécessaire de voyage qui se présente comme un coffret contenant trois types d'objets :
- ceux nécessaires aux soins de la toilette et de la parfumerie, composés de flacons en cristal à bouchons d'argent pour les "eaux de senteurs", huiles, parfums, d'étuis divers en maroquin, de pots à poudre, à pâtes, d'opiat (produit pour laver les dents) ;
- deux nécessaires à la collation et au breuvage : gobelet, chocolatière, moussoir, cuillères, tasses, sous-tasses, sucrier, pot à crème ;
- des objets domestiques pour le coucher, la correspondance, la couture… comme des aiguières à eau, des bassins, des bougeoirs, un miroir, un "carré de toilette" pour les brosses, peignes, boites à savon, boites à houppes (poudrier), des pelotes à épingles, une écritoire avec ses étuis à crayons, d'autres étuis à ciseaux, à pinces, à cure-dents… et même une bassinoire d'argent à manche ouvragé pour réchauffer le lit.

Ce sont des objets modestes, avec des formes simples, les porcelaines ne portent que le chiffre de la reine sans la couronne. En effet, c'étaient des objets intimes de sa collection personnelle et non officielle. Cependant les matières utilisées sont précieuses : argent fondu et ciselé, porcelaine tendre, bois d'acajou.
Poids avec accessoires : 50 kg ; Longueur : 82 cm ; Largeur : 48,5 cm ; Hauteur : 19 cm 
Marie-Antoinette a payé 500 louis pour sa fabrication
L'objet a été acquis par le Louvre en 1955.

## Historique
La reine a offert ce nécessaire à sa sœur Marie-Christine d'Autriche, gouvernante générale des Pays-Bas, avec l'espoir d'éloigner les bruits de la fuite du couple royal.

## Le second nécessaire de voyage
Il existe un second nécessaire de voyage que la reine avait fait fabriquer en vue de la fuite du Louvre vers Montmédy de la famille royale. Il est de plus petite taille avec une cinquantaine d'objets moins luxueux (par exemple sans le chiffre MA sur la vaisselle).
Longueur : 77 cm (au lieu de 82), largeur : 44 cm (au lieu de 48,5), H: 16,5 cm (au lieu de 19)
Conservé jusqu'en 1794 au Garde Meuble royal, il aurait été ensuite transféré à la Monnaie en vue de faire fondre l'argenterie mais il est préservé et on perd sa trace jusqu'en 1985 où il est intercepté à la frontière, son propriétaire tentant de le vendre à l'étranger.
L'État français n'autorisant pas sa sortie du territoire, le propriétaire le vend aux enchères en France pour 600 000 francs. 
Par préemption, le musée de Grasse en fait l'acquisition, aidé par le Ministère de la Culture. Il est conservé au Musée International de la parfumerie, à Grasse.